# Eugène Ysaÿe
Eugène-Auguste Ysaÿe (magyar kiejtése [özsen ogüszt izȧjí], francia kiejtése /øʒɛn oɡyst iza.i/); Liège, 1858. július 16. – Brüsszel, 1931. május 12.) vallon nemzetiségű belga hegedűművész és -tanár, karmester és zeneszerző volt.

## Élete
Négyévesen színházi karmester édesapjától tanult először hegedülni. 1865-től a szülővárosában lévő konzervatóriumban kezdte meg általános iskolai tanulmányait. Rendszertelenül járt órákra, mi több, 1869–1872 között egyáltalán nem járt iskolába. 1874-ben ezüstdíjat nyert egy versenyen, amivel Brüsszelben Henryk Wieniawskitől tanulhatott. 1875-ben a párizsi Konzervatóriumban Henri Vieuxtemps karolta fel. 1879-ben Berlinben a Bilse-zenekar koncertmestere lett. Anton Grigorjevics Rubinstejn segítségével 1882-től egymaga járta a világot. 1886–1898 között a brüsszeli konzervatórium zeneprofesszora volt, és az 1886-ban általa létrehozott Ysaÿe-kvartettet vezette. 1894-től képességeit világszerte megismerték, az USA-ban is koncertezett. Kufferath Ysaÿe tiszteletére Szimfonikus Koncerttársaságot alapított. Amikor az első világháború idején a németek elfoglalták hazáját, Londonba menekült. 1918-tól a Cincinnati Szimfonikus Zenekar karmestere lett. 1922-ben tért vissza Belgiumba, ahol egy évvel később kamarazenei koncerteket adott. 1931. május 12-én Brüsszelben hunyt el.